# ランドマーク81
ランドマーク81（Landmark 81）はホーチミン市ビンタイン区にある高さ461，3mでベトナムでは最高層、東南アジアでは二番目に高いビル。ビングループのグループ会社であるビンホームズによって建設されている。2018年内の竣工を目指す。地下1階から5階を占めるショッピングモール「ビンコムセンター」が2018年7月26日に先行オープンしている。
レストラン30店舗やカフェ、南部地方の最大規模となるスーパーマーケット「ビンマート」などが入居している。
ランドマーク81はベトナム最高層となる高さ461,3mの地上81階、地下3階建てで、総床面積は20万5000m2。5つ星ホテルのほか、マンション、オフィス、ショッピングモール、レストラン、バー、展望台、国内最大規模のアイスリンクなどが併設されている。

## 主な施設内テナント

### 化粧品ブランド
- shu uemura
- innisfree
- L'Occitane

### アパレル
- GAP
- LACOSTE
- Superdry
- UNIQLO

### 外食
- ロッテリア
- Baskin-Robbins (31アイスクリーム)

### 日本の外食
- CoCo壱番屋（ベトナム初店舗）
- カプリチョーザ